# Хрвати у Босни и Херцеговини
Хрвати у Босни и Херцеговини, познати и као босанскохерцеговачки Хрвати и босански Хрвати, трећа су по бројности етничка група и један од три уставна народа у Босни и Херцеговини. Према попису становништва из 2013. године, било их је 544.780 и чинили су 15,43 % становништва БиХ.
Живе претежно у Федерацији БиХ, где чине већинско становништво у четири кантона: посавском, херцег-босанском, западнохерцеговачком и херцеговачко-неретванском. Знатну мањину чине у средњобосанском кантону.

## Историја
Функционери су се обично ротирали између три етничке заједнице у Босни и Херцеговини. Током 1980-их, многи босанскохрватски Хрвати имали су високе функције, укључујући Анту Марковића, Бранка Микулића и Мату Андрића.
Неколико група Хрвата из Херцеговине одржавало је блиске везе са хрватским усташким емигрантима, с циљем рушења Југославије и поновног успостављања независне хрватске државе. Једна таква група, инспирисана и могуће организована од стране фратра Јозе Крижића из Дувна, укључивала је војнике који су служили војни рок у Југословенској армији. Године 1985. ухапшени су и осуђени за покушај тероризма.
Током рата у БиХ, створили су своју државу Хрватску Републику Херцег-Босну, која је касније укинута уласком Хрвата из БиХ у Федерацију са Муслиманима (Бошњацима). Хрватско-бошњачки рат био је на врхунцу 1993. године. У марту 1994, бошњачко и хрватско руководство потписали су Вашингтонски споразум, према којем су подручја под контролом Армије Републике Босне и Херцеговине (АРБиХ) и ХВО-а уједињена у Федерацију Босне и Херцеговине. Након потписивања Вашингтонског споразума, Хрватска војска, ХВО и АРБиХ повратили су контролу југозападне Босне и Херцеговине у седам војних операција. У децембру 1995. године, рат је завршен потписивањем Дејтонског споразума.